# Моя заветная мечта
Моя заветная мечта (нем. Der ganz große Traum) — немецкий фильм режиссёра Себастьяна Гроблера,
снятый по мотивам жизни Конрада Коха — популяризаторa  футбола в Германии.
В фильме, Кох, молодой учитель английского языка в средней школе в конце 19-го века в Брауншвейге.
Он начинает учить школьников футболу, чтобы привить им интерес к английскому языку.
Это вызывает неудовольствие его консервативных коллег, родителей и местных чиновников.

## Историческая справка
В реальной жизни Кох был консервативен и не попадал в неприятности с властями.
Он был преподавателем немецкого, древнегреческого и латинского в Брауншвейге.
Кох известен тем, что записал первую версию правил футбола на немецком и, возможно, организовал первый в истории футбольный матч в Германии между учениками своей школы, гимназии Мартино-Катаринеум в 1874 году.
Эти правила, опубликованные в 1875 году, более напоминали регби.

## Внешние ссылки
- derganzgrossetraum.de — официальный сайт Моя заветная мечта